# Aione
Aione (... – 886) è stato un arcivescovo longobardo di Benevento e di Siponto.

## Biografia
Fratello del principe Adelchi, figlio di Radelchi I di Benevento e di Caretruda, di lui non si hanno notizie certe circa gli inizi del suo episcopato, la data viene discussa fra i vari storici ponendo come anno di inizio l'intervallo fra gli anni 840 e 853, e forse anche dopo ma la data non è successiva al 29 maggio 871.
Diventato il XII vescovo di Siponto forse nell'879 concesse l'immunità dalla giurisdizione vescovile all'abate Pietro, del monastero di San Modesto situato a Benevento. La morte è confermata attraverso la cronaca di santa Sofia nell'anno 886.